# Иномон
Иномо́н (фр. Inaumont) — коммуна во Франции, находится в регионе Шампань — Арденны. Департамент — Арденны. Входит в состав кантона Шато-Порсьен. Округ коммуны — Ретель.
Код INSEE коммуны — 08234.
Коммуна расположена приблизительно в 165 км к северо-востоку от Парижа, в 70 км севернее Шалон-ан-Шампани, в 38 км к юго-западу от Шарлевиль-Мезьера.

## Население
Население коммуны на 2008 год составляло 68 человек.
| 1962 | 1968 | 1975 | 1982 | 1990 | 1999 | 2008 |
| ---- | ---- | ---- | ---- | ---- | ---- | ---- |
| 52   | 80   | 60   | 60   | 67   | 75   | 68   |

## Экономика
В 2007 году среди 49 человек в трудоспособном возрасте (15—64 лет) 38 были экономически активными, 11 — неактивными (показатель активности — 77,6 %, в 1999 году было 71,7 %). Из 38 активных работали 32 человека (19 мужчин и 13 женщин), безработных было 6 (3 мужчины и 3 женщины). Среди 11 неактивных 4 человека были учениками или студентами, 2 — пенсионерами, 5 были неактивными по другим причинам.

## Фотогалерея

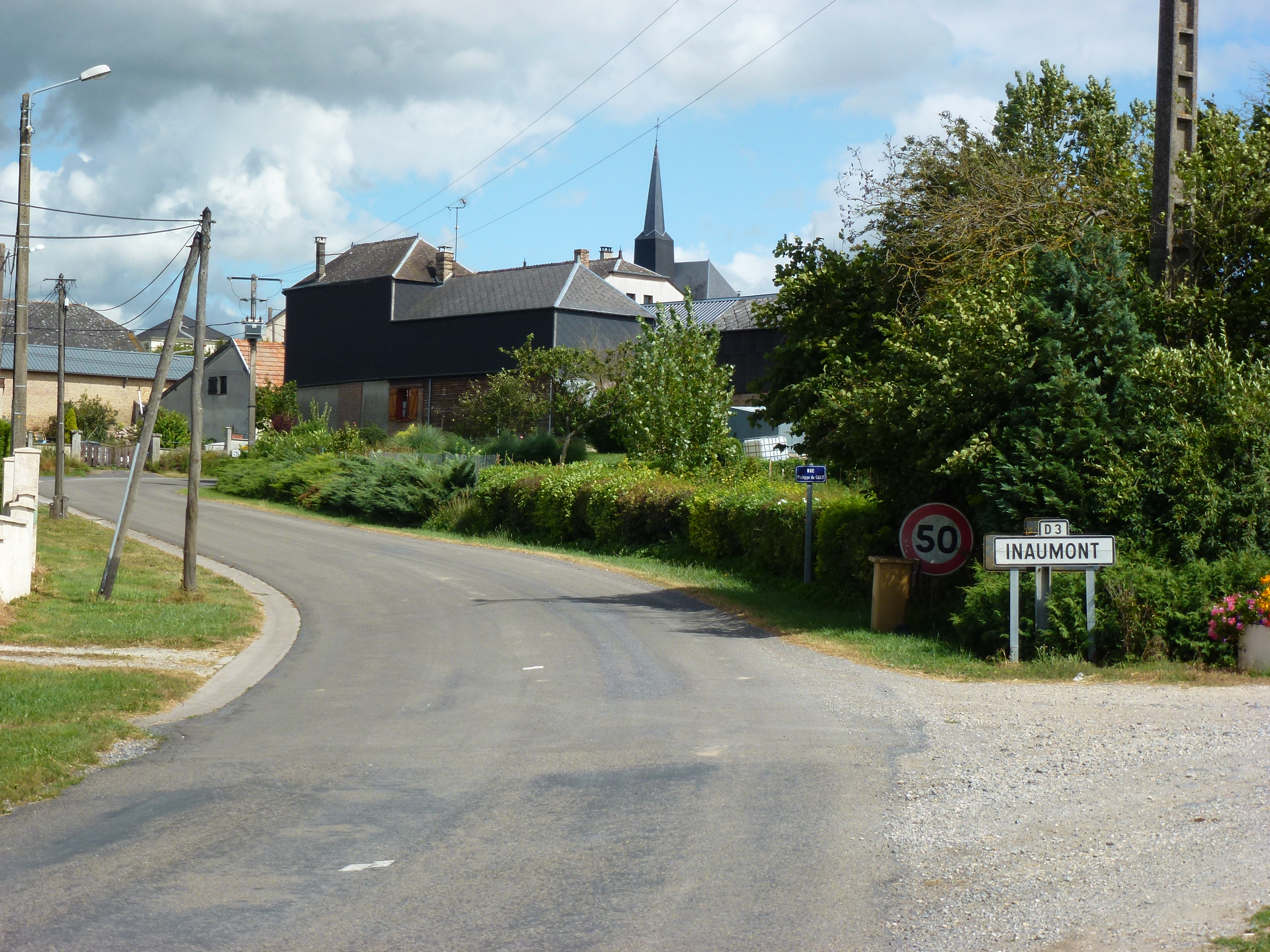
Въезд в Иномон
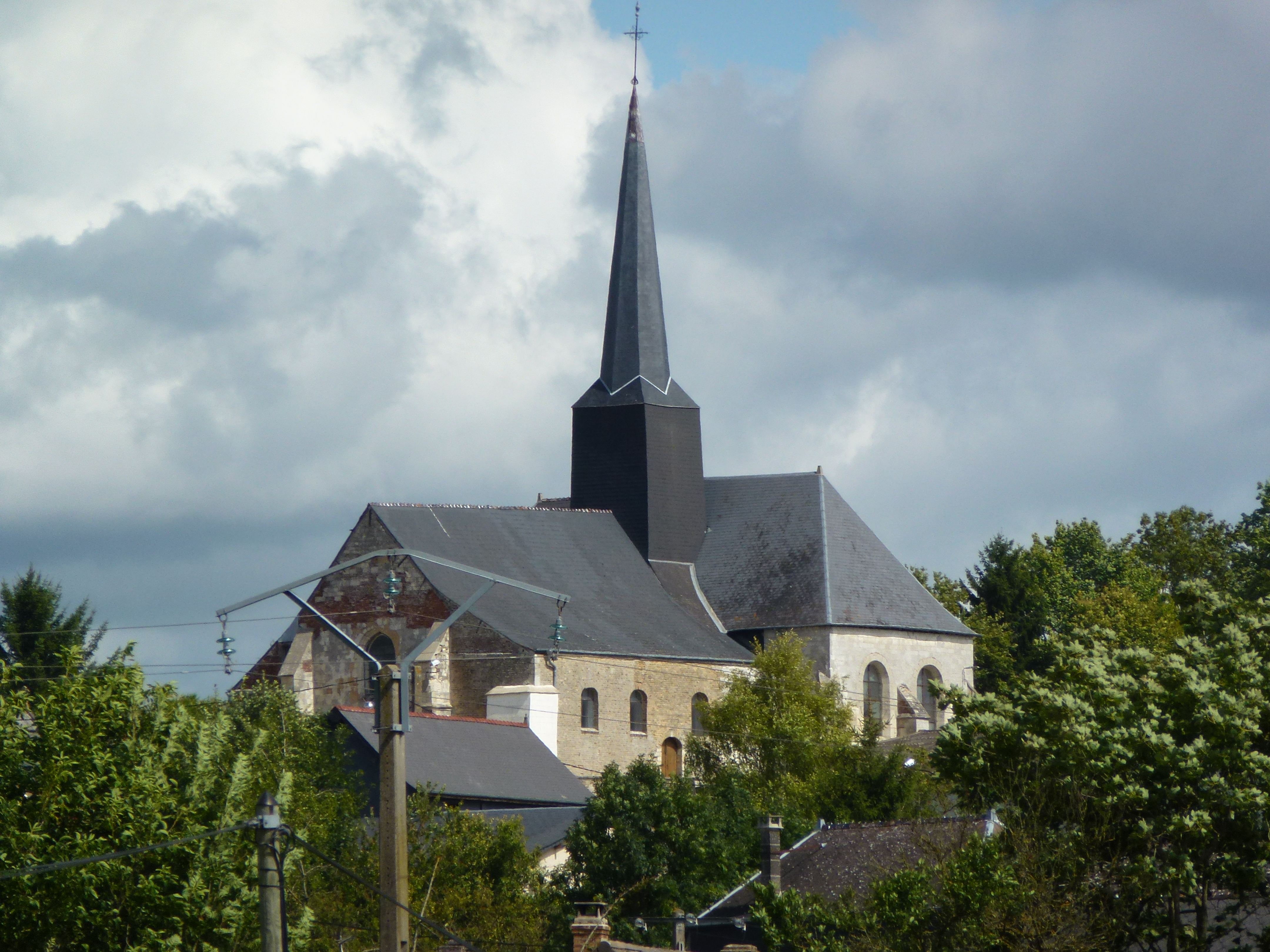
Церковь
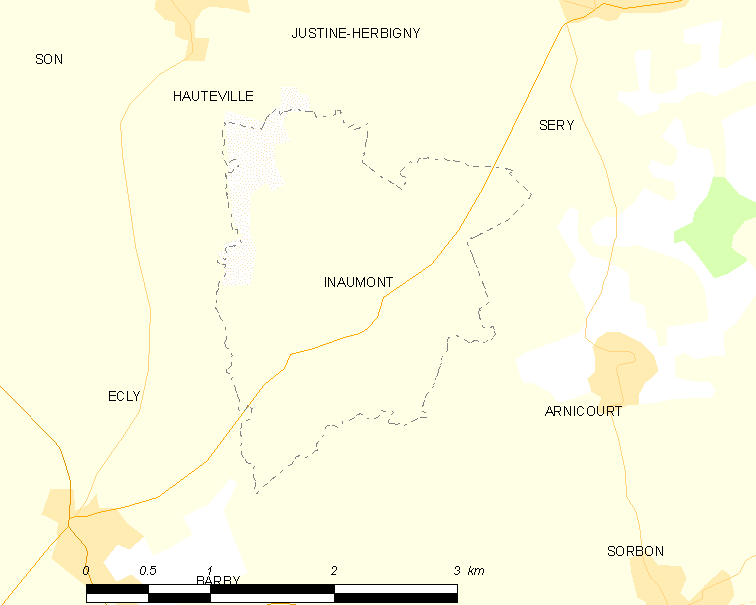
Карта коммуны